# 1776
1776 (MDCCLXXVI) je bilo prestopno leto, ki se je po gregorijanskem koledarju začelo na ponedeljek, po 11 dni počasnejšem julijanskem koledarju pa na petek.

## Dogodki
- 4. julij - ZDA razglasijo neodvisnost

## Rojstva
- 4. maj - Johann Friedrich Herbart, nemški filozof in pedagog († 1841)
- 6. avgust - Amadeo Avogadro, italijanski fizik († 1856)
- 6. oktober - Hirata Acutane, japonski šintoistični učenjak († 1843)

## Smrti
- 24. marec - John Harrison, angleški tesar, urar, izumitelj (* 1693)
- 25. avgust - David Hume, škotski filozof, zgodovinar, ekonomist († 1711)